# تیم ملی بسکتبال لسوتو
تیم ملی بسکتبال لسوتو، نماینده لسوتو در مسابقات بین‌المللی بسکتبال است. آنها هنوز نتوانسته‌اند به جام جهانی و قهرمانی آفریقا راه یابند.